# Liste der Kulturdenkmäler in Jockgrim
In der Liste der Kulturdenkmäler in Jockgrim sind alle Kulturdenkmäler der rheinland-pfälzischen Ortsgemeinde Jockgrim aufgeführt. Grundlage ist die Denkmalliste des Landes Rheinland-Pfalz (Stand: 26. Juni 2023).

## Denkmalzonen
| Bezeichnung                 | Lage                   | Baujahr                 | Beschreibung                                                                                                 | Bild                           |
| --------------------------- | ---------------------- | ----------------------- | --- | ------------------------------ |
| Denkmalzone Hinterstädtel   | Ludwigstraße 1–40 Lage | 16. bis 19. Jahrhundert | ursprünglicher, im Mittelalter ummauerter Ortskern mit Fachwerkhäusern des 16. (?) bis 19. Jahrhunderts      | weitere Bilder Fotos hochladen |
| Denkmalzone Ortsbefestigung | Lage                   | 14. Jahrhundert         | von der im 14. Jahrhundert angelegten, im 16. Jahrhundert ausgebauten Backsteinmauer namhafte Teile erhalten | weitere Bilder Fotos hochladen |

## Einzeldenkmäler
| Bezeichnung                                   | Lage                                                              | Baujahr                     | Beschreibung | Bild                           |
| --------------------------------------------- | ----------------------------------------------------------------- | --------------------------- | --- | ------------------------------ |
| Bahnhof Jockgrim                              | Am Bahnhof 4 Lage                                                 | um 1860/70                  | ehemaliges Bahnhofsgebäude; spätklassizistischer Typenbau, um 1860/70 | weitere Bilder Fotos hochladen |
| Wegekreuz                                     | Hatzenbühler Straße, Ecke Holzäckerweg Lage                       | 1860                        | Wegekreuz; Balkenkreuz, Rotsandstein, Metallkorpus, bezeichnet 1860 | Fotos hochladen                |
| Wohnhaus                                      | Ludwigstraße 1a Lage                                              | 18. Jahrhundert             | Fachwerkhaus, teilweise massiv, 18. Jahrhundert | Fotos hochladen                |
| Wohnhaus                                      | Ludwigstraße 2 Lage                                               | 16. Jahrhundert             | Fachwerkhaus, teilweise massiv, eventuell noch aus dem 16. Jahrhundert, einseitig weit überstehendes Dachgeschoss | Fotos hochladen                |
| Wohnhaus                                      | Ludwigstraße 4 Lage                                               | Mitte des 18. Jahrhunderts  | Fachwerkhaus auf L-förmigem Grundriss, Mitte des 18. Jahrhunderts | Fotos hochladen                |
| Wohnhaus                                      | Ludwigstraße 5 Lage                                               | 1729                        | Fachwerkhaus, Krüppelwalmdach, bezeichnet 1729 | Fotos hochladen                |
| Hofanlage                                     | Ludwigstraße 6 Lage                                               | 1716                        | Zweiseithof; Fachwerkhaus, teilweise massiv, bezeichnet 1716, Scheune, bezeichnet 1755 | Fotos hochladen                |
| Wohnhaus                                      | Ludwigstraße 9 Lage                                               | 1806                        | Fachwerkhaus, bezeichnet 1806 | Fotos hochladen                |
| Wohnhaus                                      | Ludwigstraße 14 Lage                                              | 1740                        | Fachwerkhaus, bezeichnet 1740 | Fotos hochladen                |
| Wohnhaus                                      | Ludwigstraße 16/18 Lage                                           | 17. Jahrhundert             | Fachwerkhaus, eventuell noch aus dem 17. Jahrhundert | Fotos hochladen                |
| Katholische Pfarrkirche St. Dionysius         | Ludwigstraße 19 Lage                                              | 1772                        | fünfachsiger Saalbau, 1772, polygonales Turmobergeschoss, 1874 | weitere Bilder Fotos hochladen |
| Bildstock                                     | Ludwigstraße, bei Nr. 19 Lage                                     | 1786                        | Franz-Xaver-Bildstock, bezeichnet 1786, Steinzerfall | BW                             |
| Wohnhaus                                      | Ludwigstraße 23 Lage                                              | 16. Jahrhundert             | Fachwerkhaus, teilweise massiv, 16. Jahrhundert | Fotos hochladen                |
| Zehnthaus                                     | Ludwigstraße 26 Lage                                              | 1718                        | Wohnhaus, ehemaliges Zehnthaus; stattlicher Fachwerkbau, bezeichnet 1718 | Fotos hochladen                |
| Wohnhaus                                      | Ludwigstraße 33 Lage                                              | Anfang des 16. Jahrhunderts | Fachwerkhaus, abgewalmtes Dach, wohl vom Anfang des 16. Jahrhunderts | Fotos hochladen                |
| Wohnhaus                                      | Ludwigstraße 34 Lage                                              | 17. Jahrhundert             | Fachwerkhaus, teilweise massiv, wohl noch aus dem 17. Jahrhundert | Fotos hochladen                |
| Wohnhaus                                      | Ludwigstraße 62 Lage                                              | Ende des 18. Jahrhunderts   | barockes Fachwerkhaus, teilweise massiv, Ende des 18. Jahrhunderts | Fotos hochladen                |
| Rathaus                                       | Ludwigstraße 68 Lage                                              | 1830                        | ehemaliges Rathaus; klassizistischer Massivbau, erste Hälfte des 19. Jahrhunderts (angeblich 1830) | Fotos hochladen                |
| Wohnhaus                                      | Ludwigstraße 84 Lage                                              | Anfang des 19. Jahrhunderts | stattliches Fachwerkhaus, teilweise massiv, Anfang des 19. Jahrhunderts | Fotos hochladen                |
| Wohnhaus                                      | Ludwigstraße 113/115 Lage                                         | um 1800                     | langgestreckter Fachwerkbau, um 1800 | Fotos hochladen                |
| Evangelische Kirche                           | Parkring Lage                                                     | 1938                        | stattlicher getünchter Backsteinbau mit weit heruntergezogenem Satteldach; 1938 als Grabkapelle für H. Ludowici erbaut | weitere Bilder Fotos hochladen |
| Villa Ludowici                                | Parkring 13 Lage                                                  | 1897                        | Neurenaissancevilla in parkartigem Garten mit Gewächshaus, wohl von 1897; Ausstattung | Fotos hochladen                |
| Villa                                         | Schillerstraße 60 Lage                                            | um 1900                     | Villa, heute Rathaus; stattlicher Klinkerbau, Neurenaissance, Zeltdachturm, um 1900 | Fotos hochladen                |
| Wegekreuz                                     | Untere Buchstraße, vor Nr. 1c Lage                                | 1861                        | Balkenkreuz, Rotsandstein, Metallkorpus, bezeichnet 1861 | Fotos hochladen                |
| Hotel Römerbad                                | Untere Buchstraße 2 Lage                                          | 1956                        | Hochhaus mit ehemaliger Tankstelle und eingeschossigen Anbauten samt gegenüberliegendem Buswartehäuschen von Johann Wilhelm Ludowici, 1956; bauliche Gesamtanlage; ortsbildprägend | weitere Bilder Fotos hochladen |
| Ziegeleimuseum und Verbandsgemeindeverwaltung | Untere Buchstraße 22 Lage                                         | ab 1887                     | ehemalige Falzziegelfabrik Ludowici; Bauten ab 1887; heute Ziegeleimuseum und Verbandsgemeindeverwaltung, 1990 bis 1993, Architekten Gottfried und Stephan Böhm, Köln, mit Hartmut Hofrichter, Kaiserslautern; bemerkenswertes Beispiel der jüngeren Architekturgeschichte unter Einbeziehung des historischen Bestands; bauliche Gesamtanlage mit Freiflächengestaltung, 1992 bis 1994, Landschaftsarchitekt Hans-Peter Schmitt, Annweiler | weitere Bilder Fotos hochladen |
| Kugelhaus                                     | Untere Buchstraße, bei Nr. 22 Lage                                | 1950er Jahre                | Kugelhaus; Prototyp aus Stahl, 1950er Jahre, Entwurf Johann Wilhelm Ludowici | weitere Bilder Fotos hochladen |
| Bildstock                                     | Ziegelbergstraße, bei Nr. 2 Lage                                  | 1746                        | barocker Bildstock, Gelb- und Rotsandstein, bezeichnet 1746 | Fotos hochladen                |
| Bildstock                                     | am südlichen Ortsrand, am Weg zum Schweinheimer Kirchel Lage      | 1928                        | Franz-Xavier-Bildstock; spätbarock, bezeichnet als Kopie von 1928 des Originals von 1785 | Fotos hochladen                |
| Schweinheimer Kirchel                         | südlich des Ortes; Flur Am Kirchel Lage                           |                             | ehemalige Pfarrkirche des untergegangenen Dorfs Schweinheim, kleiner romanischer Saalbau mit Rundapsis, im 18. und 19. Jahrhundert teilweise verändert | weitere Bilder Fotos hochladen |
| Wegekreuz                                     | südlich des Ortes, an der Straße nach Wörth; Flur I. Gewanne Lage | 1824                        | Wegekreuz; nachbarockes Kruzifix, Rotsandstein, bezeichnet 1824 | BW                             |

## Ehemalige Kulturdenkmäler
| Bezeichnung | Lage                 | Baujahr | Beschreibung                                    | Bild            |
| ----------- | -------------------- | ------- | ----------------------------------------------- | --------------- |
| Wohnhaus    | Ludwigstraße 20 Lage |         | Fachwerkhaus, teilweise massiv 2019 abgebrochen | Fotos hochladen |